# Ludwig König
Christian Ludwig König (Münstereifel, 5 mei 1717 – Keulen, 15 april 1789) was een Duitse orgelbouwer.

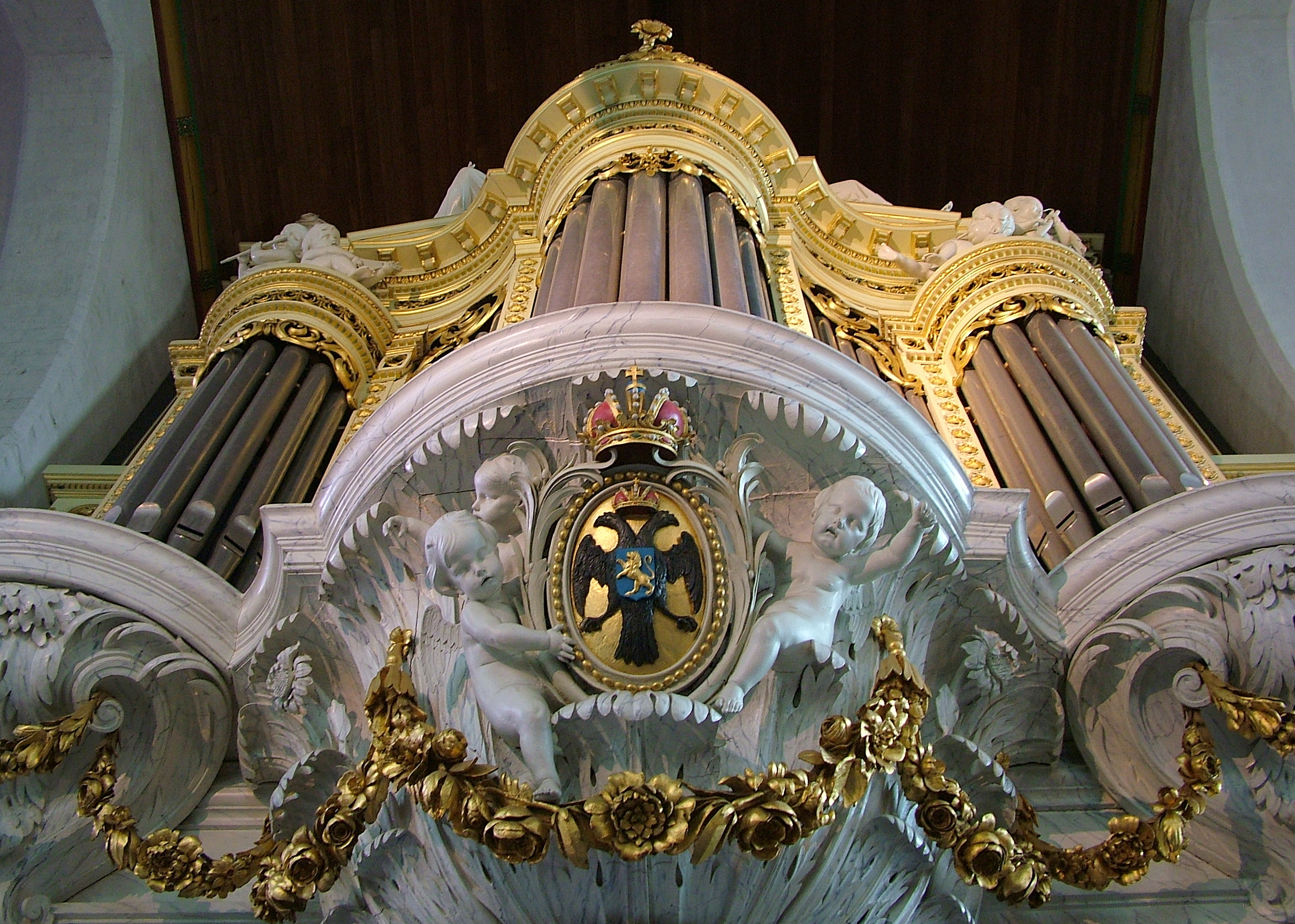
Königorgel (Nijmegen), Grote of Sint-Stevenskerk

## Leven
Ludwig werd geboren als tweede kind van Balthasar König, eveneens orgelbouwer, en ging zowel bij zijn vader in de leer als bij de Amsterdamse orgelbouwer Christian Müller. Hij trouwde in 1743 met Anna Busch en woonde vanaf 1756 in Keulen. Twee van zijn zoons, Balthasar (1744-1764) en Karl König (1750-1795) werden tevens orgelbouwers.

## Opus
- 1752 Kempen, Paterskirche II/24
- 1752 Aken, St. Nikolaus II/32 (1876 gesloopt)
- 1753/1755 Düsseldorf, St.Maximilian III/39
- 1753/1755 Menden/Ruhr, St. Vincenz, II/17
- 1754 Lövenich, I/11
- 1763 Breda, Waalse Kerk I/13
- 1765 Arnhem, Waalse Kerk
- 1767 Keulen, Maria im Kapitol, III/31
- 1770 Schleiden, Slotkerk, II/27
- 1770 Frechen, evangelische kerk (later naar de Karthuizerkerk in Keulen)
- 1770 Keulen, Karmelitenkerk, II/26 (1804 naar Elberfeld, gereformeerde kerk)
- 1771 Keulen, St. Kolumba, II/21
- 1772 Keulen St. Andreas, II/30
- 1773 Oudenbosch, hervormde Kerk I/10
- 1773 Keulen, Allerheiligenkapel
- 1773 Keulen, Johanniterkommende, II/15 (1802 naar Aken, evangelische kerk St. Anna)
- 1776 Nijmegen, Grote of Sint-Stevenskerk (54 III/Ped) (zie Königorgel)
- 1776 Nijmegen, Waalse Kerk I/14
- 1780 Köln, St. Kunibert II/30
- 1780 Den Bosch, Waalse Kerk
- 1781 Angebot Osnabrück, Dom III/39
- 1782 Sittard, Sint-Michielskerk
- 1785 Xanten, evangelische kerk, I/9
- 1793/1795 Deutz, Benedictijnerabij

Jürgen Ahrend · Johann Bätz · Heinrich Andreas Contius · Familie Gilman · Friedrich Fleiter · Carl Frei · Heinrich Hermann Freytag · Joseph Gabler · Rudolf Garrels · Gottfried Silbermann · Gerhard Grenzing · Albertus Antoni Hinsz · Bartelt Immer · Hans Henny Jahnn · Ludwig König · Hinrich Just Müller · Christian Müller · Carl Friedrich August Naber · Paul Peuerl · Georg Heinrich Quellhorst · Joachim Richborn · Arnold Rohlfs · Conradus Ruprecht II · A. Ruth und Sohn · Wilhelm Rütter · Arp Schnitger · Hans Wolff Schonat · Ernst Seifert · Andreas Silbermann · Friedrich Stellwagen · Johannes Stephanus Strümphler · Hans Suys · Johannes Wilhelmus Timpe · Welte-Mignon · Johann Friedrich Wenthin · Christian Gottlieb Friedrich Witte